# پنجمین دوره جشنواره بین‌المللی فیلم زردآلوی طلایی ایروان
پنجمین دوره جشنواره بین‌المللی فیلم زردآلوی طلایی ایروان (انگلیسی: 5th Yerevan Golden Apricot International Film Festival) از ۱۳ تا ۲۰ ژوئیه ۲۰۰۸ در ایروان، ارمنستان برگزار شد.

## برندگان
| رده                                                           | جایزه                                                         | فیلم                                                          | کارگردان            | کشور                                      |
| ------------------------------------------------------------- | ------------------------------------------------------------- | ------------------------------------------------------------- | ------------------- | ----------------------------------------- |
| رقابت فیلم بین‌الملل                                           | زردآلوی طلایی برای بهترین فیلم سینمایی                        | پری دریایی (فیلم ۲۰۰۷)                                        | آنا ملیکیان         | روسیه                                     |
| رقابت فیلم بین‌الملل                                           | جایزه ویژه زردآلوی نقره‌ای برای بهترین فیلم سینمایی            | درخت لیمو                                                     | اران ریکلیس         | اسرائیل، فرانسه، آلمان                    |
| رقابت فیلم بین‌الملل                                           | جایزه ویژه زردآلوی نقره‌ای برای بهترین فیلم سینمایی            | Wonderful Town                                                | Aditya Assarat      | تایلند                                    |
| رقابت فیلم بین‌الملل                                           | Jury Diploma                                                  | End of the Earth                                              | Abolfazl Saffary    | ایران                                     |
| رقابت مستند بین‌الملل                                          | زردآلوی طلایی برای بهترین فیلم مستند                          | Women See Lot of Things                                       | Meira Asher         | هلند                                      |
| رقابت مستند بین‌الملل                                          | جایزه ویژه زردآلوی نقره‌ای برای بهترین فیلم مستند              | Lakshmi and Me                                                | Nishtha Jain        | هند، ایالات متحده آمریکا، فنلاند، دانمارک |
| رقابت پانورامای سینمای ارمنستان                               |                                                               | ساعت آبی‌رنگ (فیلم ۲۰۰۷)                                       | Eric Nazarian       | ایالات متحده آمریکا                       |
| رقابت پانورامای سینمای ارمنستان                               |                                                               | Gata                                                          | Diana Mkrtchyan     | روسیه                                     |
| رقابت پانورامای سینمای ارمنستان                               | Jury Diploma                                                  | Jrarat, Miniatures                                            | Mariam Ohanyan      | ارمنستان                                  |
| Parajanov's Thaler - Tribute to                               | Parajanov's Thaler - Tribute to                               | Parajanov's Thaler - Tribute to                               | میکل‌آنجلو آنتونیونی | ایتالیا                                   |
| Parajanov's Thaler - Lifetime Achievement Award               | Parajanov's Thaler - Lifetime Achievement Award               | Parajanov's Thaler - Lifetime Achievement Award               | ویم وندرس           | آلمان                                     |
| Parajanov's Thaler - Lifetime Achievement Award               | Parajanov's Thaler - Lifetime Achievement Award               | Parajanov's Thaler - Lifetime Achievement Award               | داریوش مهرجویی      | ایران                                     |
| Special Silver Apricot - Pour l’Audance Artistique et Humaine | Special Silver Apricot - Pour l’Audance Artistique et Humaine | Special Silver Apricot - Pour l’Audance Artistique et Humaine | کاترین بریا         | فرانسه                                    |
| فدراسیون بین‌المللی منتقدان فیلم                               | فدراسیون بین‌المللی منتقدان فیلم                               | My Marlon and Brando                                          | Huseyin Karabey     | ترکیه                                     |
| Ecumenical Jury Award                                         | Ecumenical Jury Award                                         | ساعت آبی‌رنگ (فیلم ۲۰۰۷)                                       | Eric Nazarian       | ایالات متحده آمریکا                       |
| Jury Diploma                                                  | Jury Diploma                                                  | My Marlon and Brando                                          | Huseyin Karabey     | ترکیه                                     |